# Absintkapuschongfly
Absintkapuschongfly (Cucullia absinthii) är en fjärilsart som beskrevs av Carl von Linné 1761. Absintkapuschongfly ingår i släktet Cucullia och familjen nattflyn. Arten är reproducerande i Sverige. Inga underarter finns listade i Catalogue of Life.

## Bildgalleri

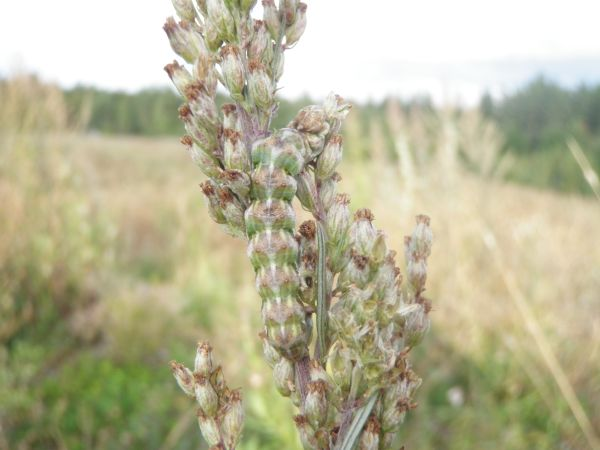
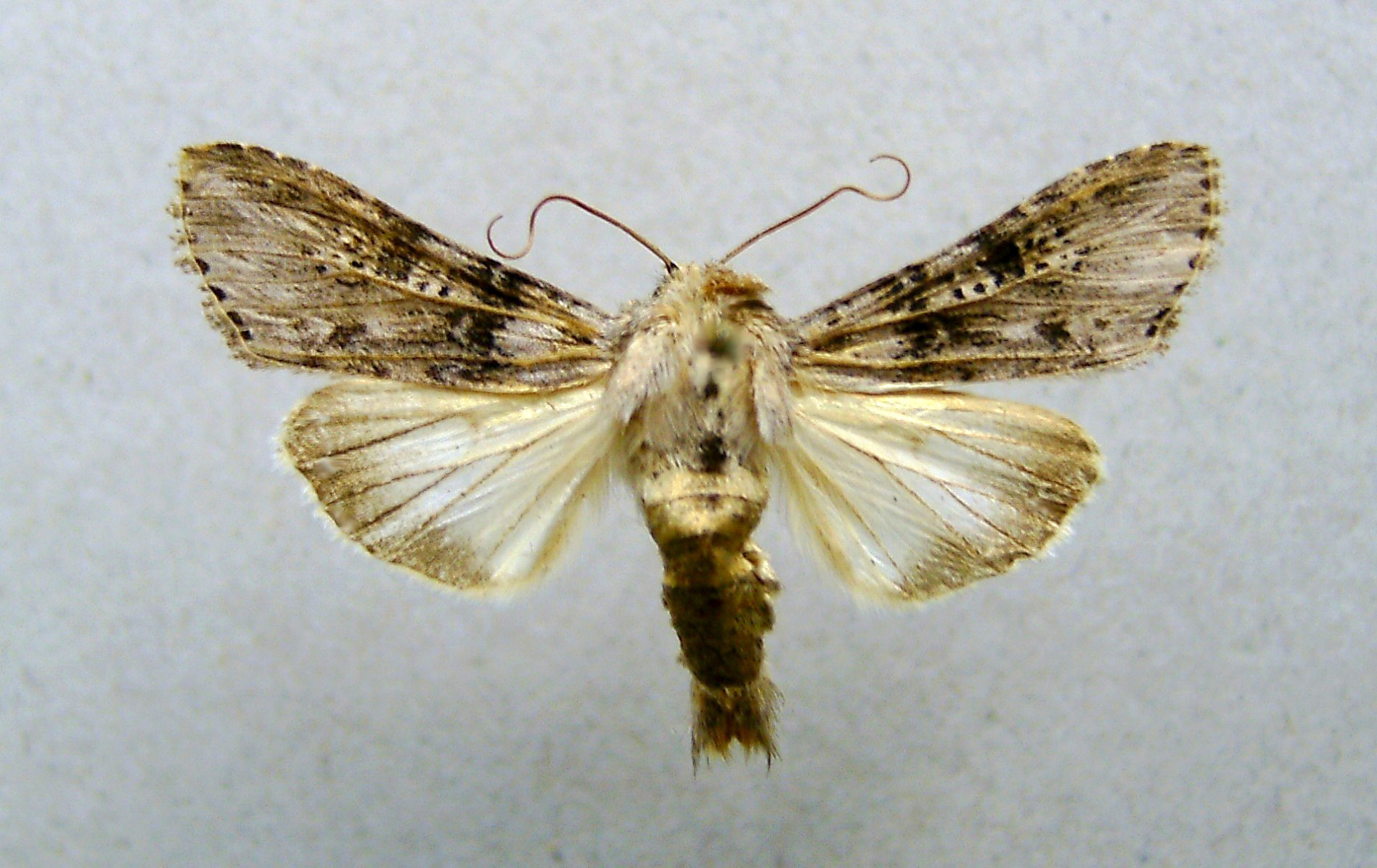
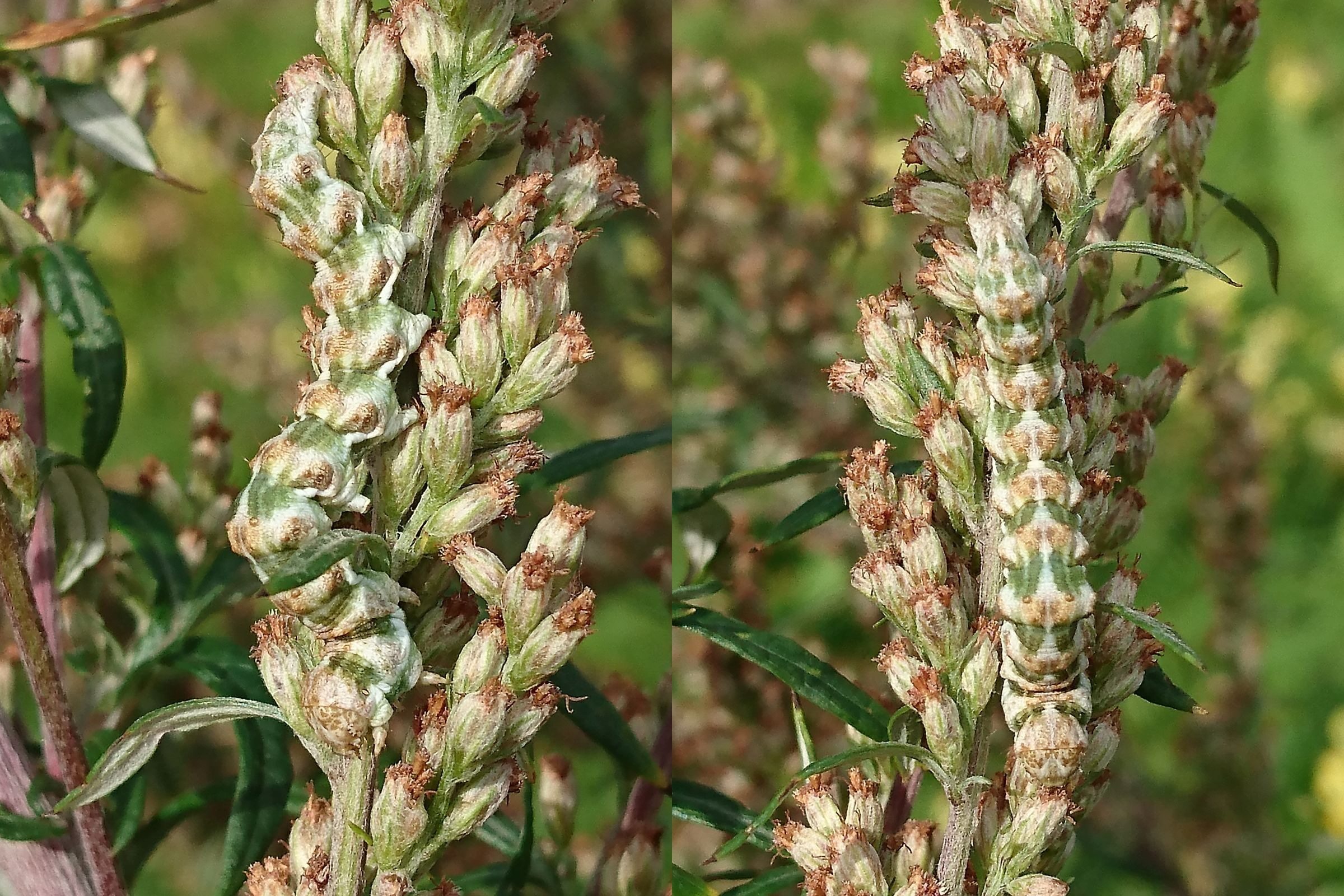
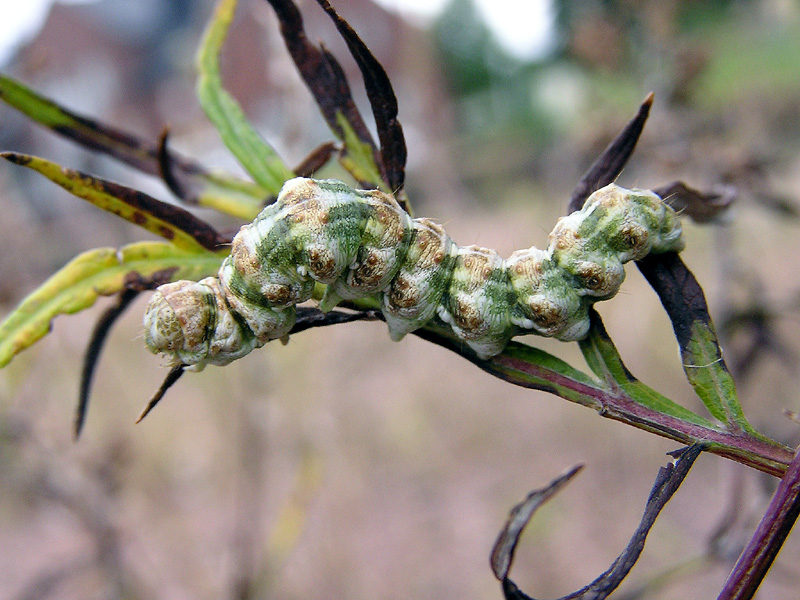
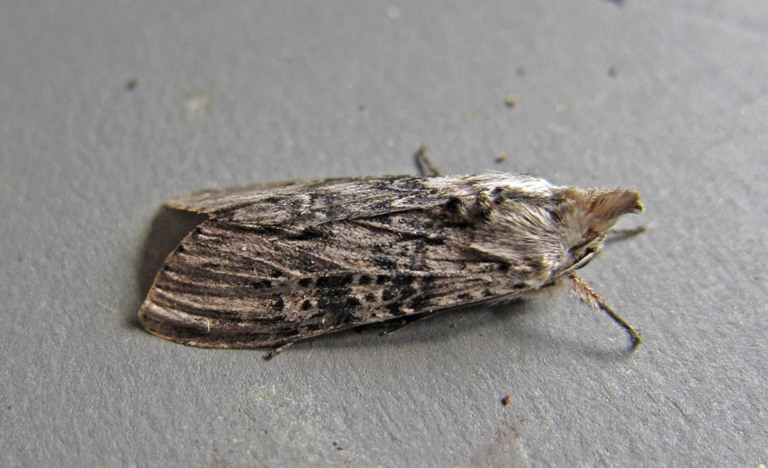
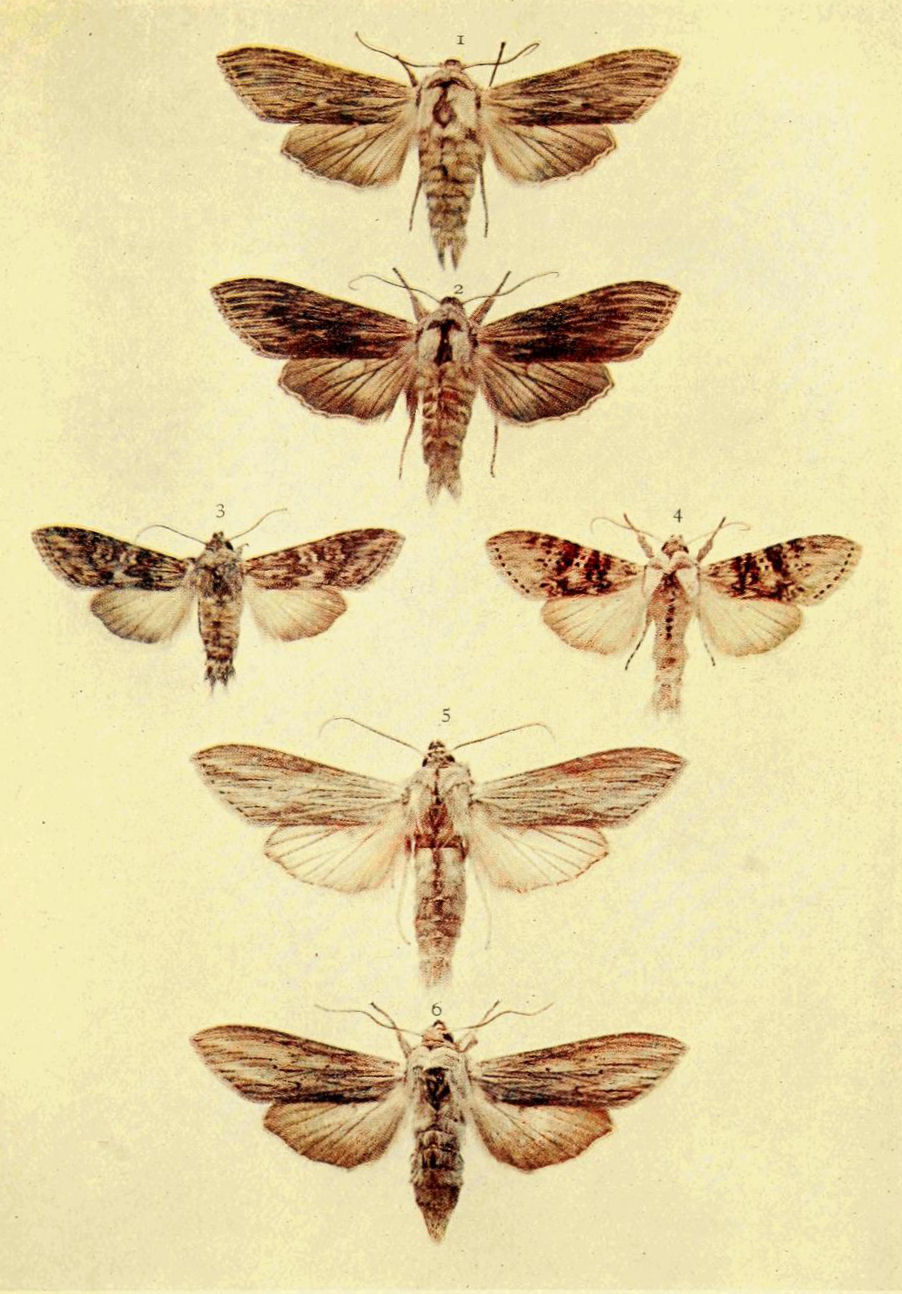